# 中伊豆町
中伊豆町（なかいずちょう）は、静岡県の東部、伊豆半島の中部に位置した町。2004年4月1日に、周辺3町との合併により、伊豆市の一部となった。ワサビとシイタケが主な農産物である。キャッチフレーズは「人・緑・文化奏でるハーモニータウン」であった。

## 地勢
山がちである。
- 山：天城山
- 川：大見川

## 歴史
- 1958年（昭和33年）1月1日 - 上大見村、中大見村、下大見村が合併し、中伊豆町が発足。
- 2004年（平成16年）4月1日 - 修善寺町、天城湯ケ島町、土肥町と合併し、伊豆市の一部となる。

## 姉妹都市
日本国外
-  ホープ市（カナダ）

## 交通
鉄道
- 伊豆箱根鉄道駿豆線修善寺駅から伊豆箱根バス、中伊豆東海バスに乗り換える。

## 学校
中学校
- 中伊豆町立中伊豆中学校

小学校
- 中伊豆町立大東小学校
- 中伊豆町立大見小学校
- 中伊豆町立八岳小学校

小学校3校は2011年4月に統合し、伊豆市立中伊豆小学校になった。

## 医療
- 総合病院：2軒
- 一般診療所：4軒

## 観光地
- 万城の滝

## 出身有名人
- 佐藤三武朗（比較文学者、作家、日本大学国際関係学部長・教授）
- 中村光（漫画家）
- 野寺秀徳（自転車ロードレース選手）